# Penicillophorus ctenotarsus
Penicillophorus ctenotarsus là một loài bọ cánh cứng trong họ Phengodidae. Loài này được Paulus miêu tả khoa học năm 1974.